# 堀江慶子
堀江 慶子（ほりえ けいこ　5月29日 -）は、フリーアナウンサー。司会者。

## 人物
東京都足立区出身。妹が2人いる。梅島幼稚園、梅島小学校、足立区立第四中学校、東京都立白鷗高等学校を経て国立音楽大学器楽科ピアノ専攻卒業後、テレビ局アナウンサーを経て独立。

## 司会業

### テレビ
長く担当した番組が多く、おはようテレビ朝日「築地ホット情報」では早朝4時半から取材する。
テレビ東京「株式情報」の司会は9年半。
読売映画社制作「わがまち千代田」は18年半キャスターを務め千代田区から表彰される。現在はケーブルテレビ足立でアナウンサーとして活躍。

### 舞台
音楽の分野では、日本フィルハーモニー交響楽団を始め、オーケストラ「ファミリーコンサート」の司会、
府中の森芸術劇場「プロムナードコンサート」の司会。音楽と朗読との共演も行なっている。

### 地元
地元足立区での活動は
- ケーブルテレビ足立アナウンサー。
- 足立吹奏楽団司会。
- 「足立区成人式の日のつどい」司会。
- 夕焼け放送（学童の帰宅時安全を促す放送）のアナウンス。
- 叙勲、褒章式典、祝賀会の司会。
- 結婚式披露宴の司会は150組以上。